# ЧНУ (Черкаси)
ЧНУ (Черкаси)  — український жіночий футзальний клуб з Черкас з центральної частини країни, у 2008—2013 році виступав у Вищій лізі України.

## Хронологія назв
- 2007: «Богдан-ЧНУ» (Черкаси)
- 2009: ІМС-ЧНУ (Черкаси)
- 2013: ЧНУ (Черкаси)

## Історія
Футзальний клуб «Богдан-ЧНУ» заснований у Черкасах 2007 року й представляв Черкаський національний університет імені Богдана Хмельницького, скорочено ЧНУ. У дебютному сезоні 2008/09 років футзальна команда виступала у Вищій лізі України. У 2008 році команда вийшла у фінал Кубку України. У наступному сезоні вона взяла участь у футзальних змаганнях Вищої жіночої ліги. У 2009 році клуб налагодив співпрацю з ІМС, внаслідокі чого назву було змінено на ІМС-ЧНУ (Черкаси). У сезоні 2009/10 років команда посіла четверте місце. Наступного сезону знову стала четвертою. У сезоні 2011/12 років втретє посіла четверте місце. У 2013 році клуб опустився на 7-ме місце, після чого співпраця з ІМС припинилася, і клуб відмовився від виступів у чемпіонаті. Після цього клуб із назвою ЧНУ (Черкаси) грав у студентських турнірах.

## Клубні кольори, форма, герб, гімн
| Червоний | Білий |

Кольори клубу – червоний та білий. Футзалістки зазвичай грають свої домашні матчі в червоних майках, білих шортах і червоних шкарпетках.

## Досягнення
- Вища ліга України
  - 4-те місце (3): 2009/10, 2010/11, 2011/12

- Кубок України
  -  Фіналіст (1): 2007/08

## Структура клубу

### Зала
Свої домашні матчі команда проводить у залі СК ЧНУ в Черкасах за адресою вул. Шевченка 79.

### Інші секції
Окрім дорослої команди в клубі функціонує дівоча та дитяча команда, яка виступає в міських турнірах.

### Дербі
- «Ятрань-УДПУ-Базис» (Умань)
- МФК «Дніпро» (Черкаси)